# Lucio Cargnel
Lucio Cargnel (Treviso, 5 luglio 1903 – Milano, 18 dicembre 1998) è stato un pittore italiano.

## Biografia
Luciano (detto Lucio) Cargnel nacque in Veneto a Treviso nel 1903. Nel 1917 la famiglia si trasferì a Milano. 
Il padre Vittore Antonio gli trasmise l'amore per la pittura e per la musica sin da giovanissimo.
La sua prima esposizione personale fu realizzata presso la Galleria "Leonardo Da Vinci" di Milano nel 1922.
Ha tenuto la sua ultima mostra alla galleria Carini di Milano nel 1997.
Morì nella sua città adottiva, Milano, nel 1998.

## Attività
Lo studio della luce, ereditato dal padre, occupa anche nella sua pittura un ruolo importante, ma il suo interesse è rivolto alla ricerca di un impianto altamente scenografico dell'immagine, con luci e ombre che si rincorrono tra le architetture. 
La tavolozza è composta da tonalità meno tenui che nella pittura paterna, solitamente, più accesi.
Fra le sue opere sono rinomati i paesaggi e gli scorci di città, anche immaginarie, oltre a strade, piazze e navigli.

## Opere nei musei
- Museo d'arte di Avellino con il dipinto Paesaggio di periferia (1963).
- Museo Civico del Broletto di Novara.
- Museo Ricci Oddi di Piacenza
- Galleria d'arte moderna di Milano.